# 奥利维娅·洛
奥利维娅·洛（英語：Olivia Loe，1992年1月15日—），新西兰女子赛艇运动员。她曾代表新西兰参加世界赛艇锦标赛，获得二枚金牌和一枚银牌。她也曾参加2020年夏季奥林匹克运动会。